# Trường Đại học Vinh
Trường Đại học Vinh (tiếng Anh: Vinh University) là một đại học đa ngành, đa lĩnh vực, cấp vùng Bắc Trung Bộ, trực thuộc Bộ Giáo dục và Đào tạo , là một trường đại học lớn có vị thế trụ cột trong hệ thống giáo dục bậc cao của Việt Nam. Hiện nay, Trường Đại học Vinh được xếp vào danh sách trường đại học trọng điểm quốc gia Việt Nam, đang được đầu tư phát triển thành Đại học gồm nhiều trường đại học thành viên. Trường Đại học Vinh được Bộ Giáo dục và Đào tạo chọn là 1 trong 8 cơ sở giáo dục đào tạo, bồi dưỡng giáo viên và cán bộ quản lý giáo dục của cả nước; tham gia Chương trình phát triển các trường sư phạm để nâng cao năng lực đội ngũ giáo viên, cán bộ quản lý cơ sở giáo dục phổ thông (ETEP)... khẳng định vị thế của Trường trong công tác đào tạo, bồi dưỡng giáo viên cho khu vực Bắc Trung Bộ và cả nước . Đại học Vinh còn là một trung tâm nghiên cứu khoa học và tư vấn chính sách công cho tỉnh Nghệ An và các tỉnh Bắc Trung Bộ Việt Nam. Vị hiệu trưởng đầu tiên của trường là Nhà giáo Nhân dân, Giáo sư Nguyễn Thúc Hào.

## Sứ mệnh, Tầm nhìn, Mục tiêu

### Sứ mệnh
Trường Đại học Vinh là cơ sở giáo dục đào tạo nguồn nhân lực chất lượng cao, dẫn dắt sự phát triển giáo dục và đào tạo của khu vực Bắc Trung Bộ; là trung tâm nghiên cứu, đổi mới sáng tạo, góp phần thúc đẩy sự phát triển của quốc gia và quốc tế. (Quyết nghị của Hội đồng Khoa học và Đào tạo Nhà trường ngày 01/12/2021)

### Tầm nhìn
1. Trường Đại học Vinh trở thành đại học thông minh, xếp hạng tốp 500 đại học hàng đầu châu Á vào năm 2030, xếp hạng tốp 1.000 đại học hàng đầu thế giới vào năm 2045. (Quyết nghị của Hội đồng Khoa học và Đào tạo Nhà trường ngày 01/12/2021);

### Mục tiêu tổng quát
- Tạo dựng môi trường học thuật tốt để hình thành, phát triển phẩm chất và năng lực cá nhân, hướng tới sự thành công.
- Tạo dựng môi trường học thuật tốt để hình thành, phát triển phẩm chất và năng lực cá nhân, hướng tới sự thành công, vươn tầm ra khu vực và quốc tế, được xếp hạng trong top 500 trường đại học hàng đầu châu Á.

### Giá trị cốt lõi
1. Trung thực (Honesty)
2. Trách nhiệm (Accountability)
3. Say mê (Passion)
4. Sáng tạo (Creativity)
5. Hợp tác (Collaboration)

### Triết lý giáo dục
Khoa học - Hợp tác - Sáng tạo

## Hội nhập và Quan hệ Quốc tế
- Năm học 2017-2018, Trường Đại học Vinh đã được công nhận chính thức là thành viên của Hiệp hội CDIO quốc tế, thành viên liên kết của Mạng lưới Đảm bảo chất lượng các trường đại học ASEAN (AUN-QA).
- Năm học 2020-2021, Trường Đại học Vinh đạt chứng nhận Kiểm định chất lượng theo Bộ tiêu chuẩn đảm bảo chất lượng chung của Mạng lưới Đảm bảo chất lượng của hệ thống các trường đại học ASEAN (ASEAN University Network - Quality Assurance, AUN-QA) đối với 2 chương trình đào tạo Công nghệ thông tin và Sư phạm Toán học.

## Đào tạo
Bậc Đại học 
- Các ngành đào tạo cấp bằng cử nhân sư phạm: giáo viên Trung học phổ thông có trình độ đại học (Toán, Lí, Hoá, Tin học, Sinh, Sử, Văn, Chính trị, Anh văn, Pháp văn, Địa lí, Thể dục, Giáo viên kiêm nhiệm GDQP); Giáo viên Trung học cơ sở có trình độ đại học và cao đẳng (Văn - Sử, Toán - Lí, Thể dục, Sinh Hoá, Anh văn); Giáo viên Tiểu học; giáo viên Mầm non; giáo viên dạy 2 môn (Thể dục – Quân sự) có trình độ đại học,...
- Các ngành cấp bằng cử nhân khoa học: Khoa học dữ liệu và thống kê; Toán học; Tin học; Vật lý; Hoá học; Sinh học; Ngôn ngữ; Văn học; Lịch sử; Ngôn ngữ và văn hóa Anh; Quốc tế học; Chính trị học; Quản lý nhà nước; Báo chí; Công tác xã hội; Du lịch; Tâm lý học giáo dục; Quản trị kinh doanh; Kế toán, Tài chính-Ngân hàng; Kinh tế Nông nghiệp; Kinh tế xây dựng; Quản lý đất đai; Quản lý Tài nguyên và Môi trường; Điều dưỡng,...
- Các ngành cấp bằng kĩ sư:  Khoa học máy tính; Kỹ thuật phần mềm; Công nghệ Thông tin; Điện tử viễn thông; Điều khiển và tự động hóa; Nông học; Chăn nuôi; Khuyến nông; Khoa học cây trồng; Nuôi trồng Thủy sản; Xây dựng dân dụng và công nghiệp; Xây dựng công trình thủy; Xây dựng Cầu đường; Công nghệ ô tô; Công nghệ kỹ thuật nhiệt-lạnh; Công nghệ kỹ thuật hóa học; Công nghệ sinh học; Công nghệ thực phẩm,...
- Các ngành cấp bằng kiến trúc sư: kiến trúc, quy hoạch,...
- Các ngành cấp bằng bác sĩ: Thú y, ...
- Liên kết đào tạo với các trường đại học đào tạo và cấp bằng kĩ sư, cử nhân: Hoá dầu; Ngôn ngữ; Báo chí; Toán - Tin ứng dụng; Văn thư - Lưu trữ; Du lịch; Quản lí Văn hoá - Giáo dục;...
- Liên kết với các Trường đại học ở nước ngoài (Trung Quốc, Thái Lan,...) đào tạo đại học với hình thức du học bán phần.

Bậc Thạc sĩ
- Tự đào tạo: Toán giải tích, Đại số và Lí thuyết số, Hình học và Tôpô, Lí luận và PPDH môn Toán, Lí thuyết xác suất và Thống kê toán học, Quang học, Lí luận và PPDH môn Vật lí, Hóa hữu cơ, Hóa phân tích, Lí luận và PPDH môn Hóa học, Hóa vô cơ, Động vật học, Sinh học thực nghiệm, Lí luận và PPDH môn Sinh học, Thực vật học, Lịch sử Thế giới, Lịch sử Việt Nam, Lí luận và PPDH môn, Ngôn ngữ học Lịch sử, Lí luận văn học, Văn học Việt Nam, Lí luận và PPDH môn Ngữ văn, Quản lý giáo dục,. Giáo dục học (bậc tiểu học), Lí luận và PPDH môn Chính trị, Địa lí học, Nuôi trồng thủy sản, Trồng trọt, Lí luận và PPDH môn tiếng Anh, Chính trị học, Kinh tế chính trị, Công nghệ thông tin, Kỹ thuật xây dựng, Giáo dục thể chất...
- Liên kết đào tạo: Kinh tế, Triết học, Xây dựng cầu đường bộ, Điện tử Viễn thông, ...

Bậc Tiến sĩ
- Quản lí Kinh tế, Chính trị học, Toán giải tích, Đại số và lí thuyết số, Hình học và tôpô, Lí luận và Phương pháp dạy học Toán, Xác suất thống kê Toán, Quang học, Lí luận và Phương pháp dạy học Vật lí, Hoá hữu cơ, Thực vật, Lí luận ngôn ngữ, Lịch sử Việt Nam, Lịch sử thế giới, Quản lí giáo dục, Văn học Việt Nam

## Tiềm lực

### Đội ngũ cán bộ, nhà khoa học, giảng viên, nhân viên
- Hiện nay Trường có 1.046 cán bộ, viên chức (trong đó có 731 cán bộ giảng dạy), 56 giảng viên cao cấp, 4 giáo sư, 59 phó giáo sư, 256 tiến sĩ, 504 thạc sĩ. Chất lượng đội ngũ cán bộ hiện nay của Nhà trường đáp ứng và vượt mức bình quân chung của cả nước.[8]:

### Cơ sở vật chất kỹ thuật
- Trường Đại học Vinh có trụ sở chính tại số 182, đường Lê Duẩn, phường Trường Vinh (thành phố Vinh cũ), tỉnh Nghệ An. Trong những năm qua, với sự quan tâm đầu tư của Chính phủ, Bộ Giáo dục và Đào tạo và sự giúp đỡ của tỉnh Nghệ An, tỉnh Hà Tĩnh, Nhà trường đã có hệ thống cơ sở vật chất hiện đại, cơ bản đáp ứng được yêu cầu của Nhà trường trong thời kỳ hội nhập. Quy hoạch đất để xây dựng Trường đã được phê duyệt là 130 ha, trong đó diện tích đã được xây dựng và đưa vào sử dụng là 44,12 ha.
- Hiện nay, Trường có 5 cơ sở:
  - Cơ sở 1: 182 Lê Duẩn, phường Trường Vinh, tỉnh Nghệ An; diện tích gần 14 ha. Đây là nơi tập trung hệ thống quản lý nhà trường, văn phòng làm việc của các đơn vị trong trường, hệ thống phòng học, các phòng thí nghiệm - thực hành, thư viện, ký túc xá, trạm y tế, sân vận động, nhà tập đa năng...
  - Cơ sở 2: Phường Vinh Phú và Phường Vinh Lộc, tỉnh Nghệ An. Hiện tại là nơi đào tạo của Viện Kỹ thuật và Công Nghệ, Viện Nông nghiệp và Tài nguyên, Trung tâm Giáo dục Quốc phòng và An ninh, Làng sinh viên với diện tích đã đưa vào sử dụng là 19,2 ha.
  - Cơ sở 3: Xã Đan Hải, tỉnh Hà Tĩnh. Hiện tại là trung tâm Thực hành nuôi trồng Thủy sản mặn - lợ với diện tích 9,3 ha.
  - Cơ sở 4: Xã Hưng Nguyên, tỉnh Nghệ An. Hiện tại là trung tâm Thực hành nuôi trồng Thủy sản nước ngọt với diện tích 1,4 ha.
  - Cơ sở 5: Phường Thành Vinh, tỉnh Nghệ An. Hiện tại là khu Ký túc xá sinh viên với diện tích 0,6 ha.
- Trường Đại học Vinh được đánh giá là cơ sở giáo dục đại học có cơ sở vật chất vào tốp đầu của cả nước. Trường có: 10 hội trường, phòng học lớn trên 200 chỗ; 36 phòng học từ 100 đến 200 chỗ; 85 phòng học từ 50 đến 100 chỗ; 155 phòng học dưới 50 chỗ; 16 phòng học đa phương tiện; 78 phòng làm việc của các đơn vị chức năng; 14 phòng làm việc của GS, PGS, giảng viên cơ hữu; 2 thư viện, trung tâm học liệu; 3 trung tâm nghiên cứu, phòng thí nghiệm, thực nghiệm, cơ sở thực hành, thực tập, luyện tập. Hệ thống phòng học được trang bị đầy đủ tiện nghi cho giảng dạy và học tập.

## Tổ chức
Đại học Vinh hiện có 03 Trường đào tạo, 04 Viện trực thuộc, 03 Khoa đào tạo, 12 Phòng ban, 11 Trung tâm, 2 văn phòng đại diện với 62 ngành đào tạo đại học; 37 chuyên ngành đào tạo thạc sĩ và 17 chuyên ngành đào tạo tiến sĩ với trên 40.000 sinh viên, học viên, nghiên cứu sinh. 

### Lãnh đạo
- Đảng ủy
  - Bí thư: TS Nguyễn Ngọc Hiền
- Hội đồng Trường
  - Chủ tịch: TS. Nguyễn Ngọc Hiền
  - Phó Chủ tịch: PGS.TS. Nguyễn Hoa Du
- Ban Giám hiệu
  - Hiệu trưởng: Giáo sư, Tiến sĩ Nguyễn Huy Bằng
  - Phó Hiệu trưởng: 1. PGS, TS Trần Bá Tiến; 2. PGS, TS Nguyễn Thị Thu Cúc

### Trường đào tạo
Trường đào tạo là các cơ sở giáo dục có tư cách pháp nhân, có con dấu và tài khoản riêng phụ trách nhiệm vụ đào tạo các ngành đào tạo; bồi dưỡng, phát triển các ngành học bao gồm:
1. Trường Sư phạm (sẽ nâng cấp thành Trường Đại học Sư phạm - Đại học Vinh) (7/2021 - nay) gồm 12 khoa: Sư phạm Toán học, Sư phạm Vật lý, Sư phạm Hoá học, Sư phạm Sinh học, Sư phạm Ngữ văn, Sư phạm Lịch sử, Sư phạm Địa lý, Sư phạm Giáo dục Chính trị, Tâm lý - Giáo dục, Sư phạm Tin học, Giáo dục Tiểu học, Giáo dục Mầm non và Trung tâm Bồi dưỡng nghiệp vụ sư phạm trên cơ sở sáp nhập Viện Sư phạm Tự nhiên, Viện Sư phạm Xã hội, Khoa Giáo dục và Trung tâm Bồi dưỡng nghiệp vụ sư phạm.[9]
Hiệu trưởng: PGS.TS. Lưu Tiến Hưng
2. Trường Khoa học Xã hội và Nhân văn (sẽ nâng cấp thành Trường Đại học Khoa học Xã hội và Nhân văn - Đại học Vinh) (7/2021 - nay) gồm 4 khoa: Luật học, Luật kinh tế, Chính trị - Báo chí, Du lịch - Công tác xã hội trên cơ sở sáp nhập Viện Khoa học Xã hội - Nhân văn và Khoa Luật [10].
Hiệu trưởng: TS. Đinh Ngọc Thắng
3. Trường Kinh tế (Sẽ nâng cấp thành Trường Đại học Kinh tế - Đại học Vinh) (7/2021 - nay) trên cơ sở nâng cấp từ Khoa Kinh tế gồm 4 khoa: Kinh tế, Tài chính - Ngân hàng, Quản trị kinh doanh, Kế toán [11].
Hiệu trưởng: PGS. TS. Thái Thị Kim Oanh

### Viện trực thuộc
Viện đào tạo
Viện đào tạo là các cơ sở giáo dục có tư cách pháp nhân, có con dấu và tài khoản riêng, bao gồm:
1. Viện Công nghệ Hóa, Sinh và Môi trường (sẽ nâng cấp thành Trường Đại học Khoa học và Công nghệ - Đại học Vinh) (4/2017 - nay) (trên cơ sở sáp nhập các ngành cử nhân khoa học, kỹ sư (trừ sư phạm) thuộc các Khoa Sư phạm Hoá học, Sư phạm Sinh học cũ) [12].
2. Viện Kỹ thuật và Công nghệ (sẽ nâng cấp thành Trường Công nghệ Thông tin và Truyền thông hoặc Trường Đại học Công nghệ- Đại học Vinh) (4/2017 - nay) (Trên cơ sở sáp nhập các ngành cử nhân khoa học, kỹ sư (trừ sư phạm) thuộc các khoa Sư phạm Vật lý - Công nghệ, Sư phạm Tin học, Khoa Điện tử - Viễn thông cũ) [13].
3. Viện Nông nghiệp và Tài nguyên (sẽ nâng cấp thành Trường Đại học Nông nghiệp và Tài nguyên - Đại học Vinh) (7/2018 - nay) (Trên cơ sở sáp nhập Khoa Nông lâm ngư và 2 ngành Quản lý đất đai, Quản lý Tài nguyên môi trường của khoa Địa lý - Quản lý tài nguyên cũ) [14]
4. Viện Nghiên cứu và Đào tạo trực tuyến (9/2021-nay)

Trong bối cảnh thế giới đang đứng trước cơ hội cũng như thách thức to lớn của cuộc cách mạng công nghiệp lần thứ tư và làn sóng Chuyển đổi số (Digital transformation) mạnh mẽ. Đặc biệt, kể từ khi đại dịch COVID-19 bùng phát, tất cả doanh nghiệp và tổ chức trên khắp toàn cầu đều nhận ra chuyển đổi số chính là chiếc "chìa khóa vàng" giúp tồn tại, thích ứng, thậm chí bứt tốc và tăng trưởng vượt bậc; trường Đại học Vinh đã nhận ra nhu cầu to lớn và vô cùng cấp bách về chuyển đổi số và kịp thời nắm bắt xu hướng này. Vì thế, vào tháng 9 năm 2021, Trường Đại học Vinh đã quyết định thành lập Viện Nghiên cứu và Đào tạo trực tuyến.
Viện có 04 đơn vị trực thuộc gồm: 
1. Khoa Đào tạo trực tuyến
2. Trung tâm Nghiên cứu và Chuyển giao công nghệ giáo dục số
3. Trung tâm Công nghệ thông tin
4. Trung tâm Quản lý và Phát triển học liệu số.

Viện có 01 Studio được trang bị hiện đại, tiện nghi phục vụ cho việc sản xuất học liệu, bài giảng e-Learning và các sản phẩm số khác.

### Khoa đào tạo
1. Khoa Sư phạm Ngoại ngữ (sẽ mở rộng và nâng cấp thành Trường Ngoại ngữ và Nghiên cứu Quốc tế, Đại học Vinh)(1994 - nay) [15].
2. Khoa Xây dựng (sẽ mở rộng và nâng cấp thành Trường Xây dựng, Kiến trúc và Quy hoạch, Đại học Vinh)(2002 - nay) [16].
3. Khoa Giáo dục thể chất

### Trường phổ thông
1. Trường Trung học Phổ thông Chuyên Đại học Vinh (2011 - nay) trên cơ sở nâng cấp từ Khối Phổ thông chuyên Toán -Tin (1966 - 2011).
2. Trường TH, THCS & THPT Thực hành Sư phạm (2015 & 9/2022 - nay). Trong giai đoạn 6/2015 - 8/2022 trường Phổ thông Thực hành Sư phạm sáp nhập cùng trường Mầm non Thực hành thành trường Thực hành Sư phạm. Từ khai giảng năm học 2022 - 2023 (5/9/2022) trường Thực hành Sư phạm chia tách thành 2 đơn vị độc lập: Trường Phổ thông Thực hành Sư phạm và Trường Mầm non Thực hành. Từ năm học 2024 - 2025, trường tuyển sinh lớp 10 CLC (trước đây thuộc trường THPT Chuyên) và trở thành trường TH, THCS & THPT Thực hành Sư phạm (Sẽ tiếp tục phân tách thành Trường Tiểu học THSP, Trung học cơ sở THSP và Trung học phổ thông THSP).
3. Trường Mầm non Thực hành (2009 - 6/2015 & 9/2022 - nay). Trong giai đoạn 6/2015 - 8/2022 trường Phổ thông Thực hành Sư phạm sáp nhập cùng trường Mầm non Thực hành thành trường Thực hành Sư phạm. Từ khai giảng năm học 2022-2023 (5/9/2022) trường Thực hành Sư phạm chia tách thành 2 đơn vị độc lập: Trường Phổ thông Thực hành Sư phạm và Trường Mầm non Thực hành.

### Các trung tâm
1. Trung tâm Giáo dục Quốc phòng - An ninh (2003 - nay)
2. Trung tâm Giáo dục thường xuyên
3. Trung tâm Đảm bảo chất lượng
4. Trung tâm Dịch vụ - Hỗ trợ sinh viên và Quan hệ doanh nghiệp
5. Trung tâm Nội trú
6. Trung tâm Thông tin - Thư viện Nguyễn Thúc Hào
7. Trung tâm Thực hành - Thí nghiệm
8. Trung tâm Nghiên cứu - Khởi nghiệp sáng tạo
9. Trung tâm Kiểm định Chất lượng giáo dục
10. Trạm y tế

### Các phòng, ban chức năng
1. Phòng Đào tạo sau đại học
2. Văn phòng Đảng - Đoàn thể
3. Ban Quản lý cơ sở 2
4. Phòng Công tác chính trị và học sinh, sinh viên
5. Phòng Đào tạo
6. Phòng Hành chính tổng hợp
7. Phòng Kế hoạch - Tài chính
8. Phòng Khoa học - Hợp tác quốc tế
9. Phòng Quản trị - Đầu tư
10. Phòng Thanh tra - Pháp chế
11. Phòng Tổ chức cán bộ
12. Nhà xuất bản Đại học Vinh

### Văn phòng đại diện
1. Văn phòng đại diện tại Tp. Hồ Chí Minh
2. Văn phòng đại diện tại Thanh Hoá

### Các hội đồng, ban tư vấn
1. Hội đồng Khoa học - Đào tạo
2. Hội đồng Thi đua khen thưởng
3. Hội đồng Chức danh Giáo sư cơ sở
4. Ban Chế độ chính sách
5. Nhóm tư vấn chương trình CDIO

### Các tổ chức đoàn thể
1. Công đoàn;
2. Đoàn Thanh niên;
3. Hội Sinh viên;
4. Hội Cựu chiến binh.

## Lịch sử
- Ngày 16 tháng 7 năm 1959, Bộ trưởng Bộ Giáo dục ký Nghị định số 375/NĐ thành lập Phân hiệu Đại học Sư phạm Vinh. Cơ sở đầu tiên của Nhà trường được đóng tại khu vực Nhà dòng (do Giáo hội Công giáo quản lý nhưng sau đó bị nhà nước trưng thu) thuộc thị xã Vinh lúc bấy giờ. Phân hiệu Đại học Sư phạm Vinh đổi tên thành Trường Đại học Sư phạm Vinh theo Quyết định số 637/QĐ ngày 28 tháng 8 năm 1962 của Bộ trưởng Bộ Giáo dục. Ngày 25 tháng 4 năm 2001, Thủ tướng Chính phủ ký Quyết định số 62/2001/QĐ-TTg đổi tên Trường Đại học Sư phạm Vinh thành Trường Đại học Vinh. Vị Hiệu trưởng đầu tiên của nhà trường là Giáo sư Nguyễn Thúc Hào. Đây cũng là người đặt những viên gạch đầu tiên cho sự hình thành và phát triển của Đại học Vinh về sau này.
- Trường Đại học Vinh là đơn vị hành chính sự nghiệp, trực thuộc Bộ Giáo dục và Đào tạo, có tư cách pháp nhân, có tài khoản, có con dấu và biểu tượng riêng. Quyết định số 62/2001/QĐ-TTg ngày 25/4/2001 của Thủ tướng Chính phủ đã quy định nhiệm vụ của Trường Đại học Vinh là đào tạo giáo viên có trình độ đại học và từng bước mở thêm các ngành đào tạo khác phù hợp với khả năng của Trường và nhu cầu nhân lực của xã hội, nghiên cứu khoa học phục vụ phát triển kinh tế - xã hội.
- Trường Đại học Vinh là cơ sở đào tạo đại học đa ngành, đa cấp ở khu vực Bắc Trung Bộ, cung cấp nguồn nhân lực chất lượng cao và thích ứng nhanh với thế giới việc làm; là trung tâm nghiên cứu khoa học, ứng dụng và chuyển giao công nghệ, phục vụ sự nghiệp phát triển kinh tế - xã hội của khu vực và cả nước; là trường đại học trọng điểm quốc gia, một số ngành đạt tiêu chuẩn quốc tế.
- Với phương châm: "Nuôi dưỡng say mê - Khuyến khích sáng tạo - Tôn trọng khác biệt - Thúc đẩy hợp tác", trải qua 60 năm xây dựng và phát triển, từ 17 cán bộ giảng dạy và một số cán bộ hành chính đầu tiên, đến nay Trường có 1.046 cán bộ, viên chức (trong đó có 731 cán bộ giảng dạy), 56 giảng viên cao cấp, 04 giáo sư, 59 phó giáo sư, 256 tiến sĩ, 504 thạc sĩ. Chất lượng đội ngũ cán bộ hiện nay của Nhà trường đáp ứng và vượt mức bình quân chung của cả nước.
- Về cơ sở vật chất, với sự quan tâm đầu tư của Chính phủ, Bộ Giáo dục và Đào tạo và sự giúp đỡ của tỉnh Nghệ An, tỉnh Hà Tĩnh, Trường Đại học Vinh hiện nay có hệ thống cơ sở vật chất hiện đại, cơ bản đáp ứng được yêu cầu của Nhà trường trong thời kỳ hội nhập.
- Với những kết quả toàn diện trong hơn 60 năm xây dựng và phát triển, tập thể Nhà trường, các đơn vị và cá nhân trong Trường đã được tặng nhiều phần thưởng cao quý: Danh hiệu Anh hùng Lao động trong thời kỳ đổi mới (năm 2004), Huân chương Độc lập hạng Nhất (năm 2009, năm 2014), Huân chương Lao động hạng Nhất (năm 1992, năm 2019), Huân chương Lao động hạng Ba của Nước Cộng hoà dân chủ nhân dân Lào (năm 2019), Huân chương Hữu nghị của Nước Cộng hoà dân chủ nhân dân Lào (năm 2009, năm 2011 và năm 2017) và nhiều phần thưởng, danh hiệu cao quý khác.
- Với bề dày truyền thống 60 năm, Nhà trường luôn lấy chất lượng đào tạo giáo viên, chất lượng của một trường sư phạm mẫu mực làm động lực cho sự phát triển. Nghị quyết Đại hội Đảng bộ Trường lần thứ XXXI đã xác định phương hướng phát triển của Nhà trường trong nhiệm kỳ 2015 - 2020 là: "Tiếp tục đổi mới căn bản, toàn diện giáo dục và đào tạo; chủ động hội nhập quốc tế; xây dựng đội ngũ cán bộ đủ về số lượng, đảm bảo chất lượng, đồng bộ về cơ cấu; xây dựng Trường Đại học Vinh thành trường đại học trọng điểm, có một số ngành đạt tiêu chuẩn quốc tế, là thành viên của Mạng lưới các trường đại học ASEAN".
- Hiện nay, Nhà trường đang đổi mới căn bản công tác tổ chức và quản lý Nhà trường; đẩy mạnh tái cấu trúc, ứng dụng công nghệ thông tin và truyền thông trong các hoạt động; triển khai xây dựng Chiến lược phát triển trường giai đoạn 2018 - 2025, tầm nhìn đến năm 2030; triển khai thực hiện Chiến lược phát triển Khoa học và Công nghệ Trường Đại học Vinh giai đoạn 2018 - 2025; tiếp tục tổ chức tốt các hoạt động đào tạo; tổ chức triển khai xây dựng và phát triển chương trình đào tạo đại học chính quy tiếp cận CDIO; phối hợp để các cơ sở sản xuất, doanh nghiệp, các nhà tuyển dụng tham gia vào quá trình đào tạo; nâng cao chất lượng công tác thực hành, thí nghiệm, thực tập nghề nghiệp cho sinh viên, học viên; thực hiện phong trào thi đua "Đổi mới, sáng tạo trong dạy và học"; hướng tới tự chủ đại học.
- Từ khi thành lập đến nay, Nhà trường đã đào tạo và cung cấp cho khu vực Bắc Trung Bộ và cả nước trên 180.000 cử nhân sư phạm, cử nhân khoa học, kỹ sư; 13.366 thạc sĩ và 244 tiến sĩ.

### Tên gọi qua các thời kỳ
- 1959 - 1962: Phân hiệu Trường Đại học Sư phạm Vinh
- 1962 - 2001: Trường Đại học Sư phạm Vinh
- 2001 đến nay: Trường Đại học Vinh

### Các trường, khoa, viện cũ
Hiện các trường, khoa, viện dưới đây đã nâng cấp hoặc sáp nhập thành pháp nhân mới, trở thành các phòng, trung tâm hoặc viện, trường đào tạo trực thuộc:
1. Khoa Đào tạo sau đại học (1995-5/2012) (nay là Phòng Đào tạo sau đại học)
2. Khoa Giáo dục Chính trị (1986-6/2018) (nhiệm vụ đào tào sư phạm được sáp nhập thành Trường Sư phạm, các nhiệm vụ đào tạo khác (Chính trị học, Chính sách công, Quản lý nhà nước) được sáp nhập thành Trường Khoa học xã hội - Nhân văn)
3. Khoa Giáo dục Quốc phòng - An ninh (1983-2003) (nay là Trung tâm Giáo dục Quốc phòng - An ninh)
4. Khoa Sư phạm Toán học (1959-4/2017) (tất cả các nhiệm vụ đào tạo được sáp nhập thành Trường Sư phạm).
5. Khoa Vật lý - Công nghệ (1961-4/2017) (nhiệm vụ đào tạo sư phạm được sáp nhập thành Trường Sư phạm, các nhiệm vụ đào tạo khác (Công nghệ kỹ thuật điện - điện tử, Công nghệ kỹ thuật tự động hoá, Công nghệ kỹ thuật nhiệt) được sáp nhập thành Viện Kỹ thuật và Công nghệ).
6. Khoa Sư phạm Hoá học (1961-4/2017) (nhiệm vụ đào tạo sư phạm được sáp nhập thành Trường Sư phạm, các nhiệm vụ đào tạo khác (Công nghệ thực phẩm, Điều dưỡng, Hoá dược) được sáp nhập thành Viện Công nghệ Hóa, Sinh và Môi trường).
7. Khoa Sư phạm Sinh học (1961-4/2017) (nhiệm vụ đào tạo sư phạm được sáp nhập thành Trường Sư phạm, các nhiệm vụ đào tạo khác (Công nghệ sinh học, Khoa học môi trường) được sáp nhập thành Viện Công nghệ Hóa, Sinh và Môi trường).
8. Khoa Sư phạm Ngữ văn (1959-6/2018) (nhiệm vụ đào tạo sư phạm được sáp nhập thành Trường Sư phạm, các nhiệm vụ đào tạo khác (Báo chí) được sáp nhập thành Trường Khoa học xã hội - Nhân văn).
9. Khoa Điện tử - Viễn thông (11/2010-4/2017) (được sáp nhập thành Viện Kỹ thuật và Công nghệ).
10. Khoa Kinh tế (2003-7/2021) (được nâng cấp thành Trường Kinh tế).
11. Khoa Sư phạm Lịch sử (1968-6/2018) (nhiệm vụ đào tạo sư phạm được sáp nhập thành Trường Sư phạm, các nhiệm vụ đào tạo khác (Quản lý văn hoá, Du lịch, Công tác xã hội) được sáp nhập thành Trường Khoa học xã hội - Nhân văn).
12. Khoa Địa lý - Quản lý tài nguyên (2003-6/2018) (nhiệm vụ đào tạo sư phạm được sáp nhập thành Trường Sư phạm, các nhiệm vụ đào tạo khác (Quản lý đất đai, Quản lý tài nguyên môi trường) được sáp nhập thành Viện Nông nghiệp và Tài nguyên).
13. Khoa Sư phạm Tin học (1998-4/2017) (nhiệm vụ đào tạo sư phạm được sáp nhập thành Trường Sư phạm, các nhiệm vụ đào tạo khác (Công nghệ thông tin, Khoa học máy tính, Kỹ thuật phần mềm) được sáp nhập thành Viện Kỹ thuật và Công nghệ).
14. Khoa Giáo dục (1995-7/2021) (được sáp nhập thành Trường Sư phạm).
15. Khoa Luật (2009-7/2021) (được sáp nhập thành Trường Khoa học Xã hội - Nhân văn).
16. Khoa Nông - Lâm - Ngư (2002-6/2018) (được sáp nhập thành Viện Nông nghiệp và Tài nguyên).
17. Khối THPT Chuyên Toán - Tin (1966-2011) (nâng cấp thành Trường THPT Chuyên Đại học Vinh)
18. Trường Thực hành Sư phạm (6/2015 - 9/2022) trên cơ sở tách trường thành 2 đơn vị độc lập mới như trước 6/2015: Trường Mầm non Thực hành và Trường Phổ thông Thực hành Sư phạm.
19. Viện Sư phạm Tự nhiên (4/2017-7/2021 trên cơ sở sáp nhập các ngành sư phạm của các khoa Sư phạm Toán học, Sư phạm Tin học, Vật lý - Công nghệ, Sư phạm Hoá học, Sư phạm Sinh học (nay được sáp nhập thành Trường Sư phạm).
20. Viện Sư phạm Xã hội (7/2018-7/2021) trên cơ sở sáp nhập các ngành sư phạm của các khoa Giáo dục Chính trị, Sư phạm Ngữ văn, Địa lý - Quản lý tài nguyên, Sư phạm Lịch sử (nay được sáp nhập thành Trường Sư phạm).
21. Viện Khoa học Xã hội và Nhân văn (7/2018-7/2021) trên cơ sở sáp nhập các ngành cử nhân khoa học (trừ sư phạm) của các khoa Giáo dục Chính trị, Sư phạm Ngữ văn, Sư phạm Lịch sử (nay được sáp nhập thành Trường Khoa học Xã hội - Nhân văn).